# نصر بن صالح بن مرداس
نصر بن صالح بن مرداس (انگلیسی: Shibl al-Dawla Nasr؛ – ۲۲ مه ۱۰۳۸) که با لقب شبل‌الدوله نیز شناخته می‌شود، دومین امیر مرداسی حلب بود که میان سال‌های ۱۰۲۹ تا زمان مرگش در سال ۱۳۰۸ بر آن شهر حکم می‌راند. وی بزرگ‌ترین فرزند صالح بن مرداس، مؤسس خاندان مرداسیان بود. وی در کنار پدرش در نبرد الأُقْحوَانة در نزدیکی طبریه در سال ۱۰۲۹ جنگید جایی که صالح توسط نیروهای فاطمی به رهبری انوشتکین دزبری کشته شد. پس از آن وی با همراهی برادرش ثمال امور حلب را در دست گرفت. او پس از در دست گرفتن حکومت حلب، نیروهای بیزانس به رهبری رومانوس سوم را در نبرد اعزاز در سال ۱۰۳۰ شکست داد.